# Olympische Sommerspiele 1900/Teilnehmer (Norwegen)
| Silbermedaillen | Bronzemedaillen | 3. |
| --------------- | --------------- | -- |
| —               | 2               | 3  |

Norwegen nahm an den Olympischen Sommerspielen 1900 in Paris mit sieben Sportlern teil. Es war die erste Teilnahme des Staates an Olympischen Spielen.

## Medaillengewinner

### Silber
| Name                                                               | Sportart | Wettkampf                                        |
| ------------------------------------------------------------------ | -------- | ------------------------------------------------ |
| Ole Østmo                                                          | Schießen | Armeegewehr 300 m, stehend                       |
| Ole Østmo Helmer Hermandsen Tom Seeberg Ole Sæther Olaf Frydenlund | Schießen | Armeegewehr Dreistellungskampf 300 m, Mannschaft |

### Dritter
| Name                 | Sportart       | Wettkampf                             |
| -------------------- | -------------- | ------------------------------------- |
| Carl Albert Andersen | Leichtathletik | Stabhochsprung                        |
| Ole Østmo            | Schießen       | Armeegewehr 300 m, liegend            |
| Ole Østmo            | Schießen       | Armeegewehr 300 m, Dreistellungskampf |

## Teilnehmer nach Sportart

### Leichtathletik
| Disziplin | Platz | Name        | Vorrunde              | Finale |
| --------- | ----- | ----------- | --------------------- | ------ |
| 200 Meter | -     | Yngvar Bryn | Unbekannt 3. Gruppe 2 | DNS    |
| 400 Meter | -     | Yngvar Bryn | Unbekannt 5. Gruppe 2 | DNS    |

| Disziplin      | Platz | Name                 | Finale    |
| -------------- | ----- | -------------------- | --------- |
| Hochsprung     | 4     | Carl Albert Andersen | 1,7 Meter |
| Stabhochsprung | 3     | Carl Albert Andersen | 3,2 Meter |

### Schießen
| Disziplin                            | Platz | Name                                                                 | Punkte |
| ------------------------------------ | ----- | -------------------------------------------------------------------- | ------ |
| Armeegewehr 300 m, stehend           | 2     | Ole Østmo                                                            | 299    |
| Armeegewehr 300 m, stehend           | 9     | Helmer Hermandsen                                                    | 280    |
| Armeegewehr 300 m, stehend           | 13    | Tom Seeberg                                                          | 275    |
| Armeegewehr 300 m, stehend           | 16    | Olaf Frydenlund                                                      | 271    |
| Armeegewehr 300 m, stehend           | 26    | Ole Sæther                                                           | 239    |
| Armeegewehr 300 m, kniend            | 12    | Ole Sæther                                                           | 293    |
| Armeegewehr 300 m, kniend            | 13    | Helmer Hermansen                                                     | 290    |
| Armeegewehr 300 m, kniend            | 15    | Ole Østmo                                                            | 289    |
| Armeegewehr 300 m, kniend            | 21    | Tom Seeberg                                                          | 272    |
| Armeegewehr 300 m, kniend            | 27    | Olaf Frydenlund                                                      | 259    |
| Armeegewehr 300 m, liegend           | 3     | Ole Østmo                                                            | 329    |
| Armeegewehr 300 m, liegend           | 10    | Helmer Hermansen                                                     | 308    |
| Armeegewehr 300 m, liegend           | 16    | Tom Seeberg                                                          | 301    |
| Armeegewehr 300 m, liegend           | 18    | Ole Sæther                                                           | 298    |
| Armeegewehr 300 m, liegend           | 22    | Olaf Frydenlund                                                      | 287    |
| Armeegewehr 300 m Dreistellungskampf | 3     | Ole Østmo                                                            | 917    |
| Armeegewehr 300 m Dreistellungskampf | 13    | Helmer Hermansen                                                     | 878    |
| Armeegewehr 300 m Dreistellungskampf | 17    | Tom Seeberg                                                          | 848    |
| Armeegewehr 300 m Dreistellungskampf | 20    | Ole Sæether                                                          | 830    |
| Armeegewehr 300 m Dreistellungskampf | 24    | Olaf Frydenlund                                                      | 817    |
| Armeegewehr Mannschaft               | 2     | Ole Østmo, Ole Sæther, Tom Seeberg Olaf Frydenlund, Helmer Hermansen | 4290   |